# Parc olympique de Sydney
Le Sydney Olympic Park ou Parc olympique de Sydney est un site de 640 ha situé à Homebush Bay, banlieue de Sydney (Australie) qui rassemble de nombreuses installations sportives.

## Histoire
Construit pour les Jeux olympiques d'été de 2000, ce parc olympique accueille depuis d'autres événements sportifs d'envergure ainsi que d'importants rendez-vous culturels. En plus d'accueillir les compétitions d'athlétisme et de natation lors de ces Jeux, le site héberge l'ensemble des délégations nationales dans le village olympique situé en son sein.
Parmi les complexes sportifs figure l'ANZ Stadium qui accueille de nombreux matchs nationaux et internationaux de rugby à XIII, de rugby à XV ou de football australien, quelques-uns des sportifs collectifs les plus médiatisés du pays. La salle omnisports de l'Acer Arena, l'Aquatic Centre pour la natation ou le NSW Tennis Centre pour le tennis sont les autres sites majeurs de ce parc.